# Samuilova Krepost
Samuilova Krepost (în bulgară Самуилова крепос) este un sat în Obștina Petrici, Regiunea Blagoevgrad, Bulgaria.